# Levtxenko
Levtxenko - Левченко (rus) - és un khútor del krai de Krasnodar, a Rússia. Es troba a la vora esquerra del riu Kirpili. És a 7 km al sud-oest de Korenovsk i a 44 al nord-est de Krasnodar.
Pertany a l'stanitsa de Platnírovskaia.